# Dominik Prokop
Dominik Prokop (2 januari 1997) is een Oostenrijks voetballer die doorgaans als aanvallende middenvelder speelt. In 2016 maakte hij de overstap van de jeugd van Austria Wien naar het eerste elftal.

## Clubcarrière
Prokop begon zijn carrière bij de jeugd van Team Wiener Linien. Na één seizoen werd hij overgenomen door de jeugd van Austria Wien. Begin 2016 werd Prokop toegevoegd aan het eerste elftal maar kwam slechts eenmaal in actie. Op 9 april 2016 maakte Prokop zijn debuut in de Bundesliga toen hij veertien minuten voor tijd Raphael Holzhauser kwam vervangen in de met 0–2 verloren thuiswedstrijd tegen SV Grödig.
Op 20 oktober 2016 maakte Prokop zijn Europees debuut op het terrein van AS Roma. In de Europa Leaguewedstrijd kwam Prokop zestien minuten voor tijd Alexander Grünwald vervangen en wist vier minuten later de 3–2 aansluitingstreffer te maken. De wedstrijd eindigde uiteindelijk op een 3–3 gelijkspel.

## Clubstatistieken
| Seizoen     | Club         | Competitie  | Competitie | Competitie | Beker | Beker | Internationaal | Internationaal | Totaal | Totaal |
| Seizoen     | Club         | Competitie  | Wed.       | Dlp.       | Wed.  | Dlp.  | Wed.           | Dlp.           | Wed.   | Dlp.   |
| ----------- | ------------ | ----------- | ---------- | ---------- | ----- | ----- | -------------- | -------------- | ------ | ------ |
| 2015/16     | Austria Wien | Bundesliga  | 1          | 0          | 1     | 0     | —              | —              | 2      | 0      |
| 2016/17     | Austria Wien | Bundesliga  | 13         | 1          | 1     | 0     | 4              | 1              | 18     | 2      |
| 2017/18     | Austria Wien | Bundesliga  | 30         | 5          | 3     | 1     | 9              | 2              | 42     | 8      |
| 2018/19     | Austria Wien | Bundesliga  | 13         | 0          | 3     | 1     | —              | —              | 16     | 1      |
| Club totaal | Club totaal  | Club totaal | 57         | 6          | 8     | 2     | 13             | 3              | 78     | 11     |

Bijgewerkt op 19 januari 2019

## Interlandcarrière
Prokop doorliep de verschillende jeugdploegen van het nationale elftal.
2 Gluhakovic ·
3 Jarjué ·
4 Jeggo ·
5 Demaku ·
6 Hahn ·
7 Sax ·
8 Zwierschitz ·
10 Grünwald ·
11 Pichler ·
13 Lucic ·
14 Monschein ·
15 Serbest ·
16 Prokop ·
17 Klein ·
18 Schoissengeyr ·
19 Yateke ·
20 Edomwonyi ·
22 Cavlan ·
23 Palmer-Brown ·
24 Borković ·
26 Turgeman ·
27 Ebner ·
28 Martschinko ·
30 Madl ·
32 Pentz ·
36 Fitz ·
39 Sarkaria ·
46 Handl ·
99 Kos ·
Coach: Ilzer